# Feels Good at First
Feels Good at First è un singolo promozionale tratto dal sesto album della rock band statunitense Train, California 37, scritto da Pat Monahan e Allen Shamblin e prodotto da Butch Walker. Il singolo è stato pubblicato il 21 marzo 2012.

## Classifiche
| Classifica (2012)                          | Posizione più alta |
| ------------------------------------------ | ------------------ |
| Stati Uniti (Billboard Rock Digital Songs) | 24                 |